# Archie
Archie är en brittisk biografisk dramaserie från 2023. Serien hade premiär i Storbritannien den 23 november 2023. Första säsongen består av fyra avsnitt. Serien som är regisserad av Paul Andrew Williams är delvis baserad på Dyan Cannons (Cary Grants fjärde fru) memoarer.

## Handling
Serien kretsar kring Archibald Alexander Leach mer känd som Cary Grant och följer hans liv från hans uppväxt i 1910-talets Bristol, via hans framgångsrika skådespelarkarriär fram till 1980-talet.

## Rollista i urval
- Jason Isaacs - Cary Grant
- Harriet Walter - Elsie Leach
  - Kara Tointon - Elsie, som ung
- Henry Lloyd-Hughes - Elias Leach, som ung
- Laura Aikman - Dyan Cannon
- Ian Puleston-Davies - Bob Pender
- Ian McNeice - Alfred Hitchcock
- Jason Watkins - Stanley Fox
- Lisa Faulkner
- Niamh Cusack - Alma Reville
- Lily Travers - Grace Kelly
- Lolly Jones - Mae West
- Stella Stocker - Audrey Hepburn
- Christian Lees - George Burns
- Alexandra Guelff - Doris Day